# Vittorio Zanetti (calciatore)
Vittorio Zanetti (Forlì, 10 giugno 1943 – Cesena, 26 gennaio 2019) è stato un calciatore e allenatore di calcio italiano, di ruolo centrocampista.

## Carriera
Cresce nel Forlì, con cui debutta in Serie C nel 1960 giocandovi due stagioni; nel 1962 passa per un anno al Parma dove debutta in Serie B. Dopo un'altra stagione a Forlì, viene ceduto all'Arezzo con cui vince il campionato di Serie C 1965-1966 e disputa il successivo campionato di Serie B, terminato con la retrocessione dei toscani.
Nel 1967 si trasferisce al Cesena con cui vince un altro campionato di Serie C nel 1967-1968 e gioca nei tre anni successivi in serie cadetta.
Termina la carriera da professionista al Modena, con cui retrocede in Serie C al termine del campionato 1971-1972.
Durante la sua attività ha collezionato 181 presenze in Serie B.
Muore il 26 gennaio 2019 a seguito di un incidente domestico causato da un incendio divampato nella sua  abitazione.

## Palmarès

### Competizioni nazionali
- Serie D: 1

Fano: 1975-1976
- Serie C: 1

Arezzo: 1965-1966